# Kleinsendelbach
Kleinsendelbach – miejscowość i gmina w Niemczech, w kraju związkowym Bawaria, w rejencji Górna Frankonia, w regionie Oberfranken-West, w powiecie Forchheim, wchodzi w skład wspólnoty administracyjnej Dormitz. Leży nad rzeką Schwabach.
Gmina leży 15 km na południowy wschód od Forchheimu, 12 km na wschód od Erlangen i 16 km na północ od Norymbergi.

## Dzielnice
W skład gminy wchodzą trzy dzielnice:
- Kleinsendelbach
- Steinbach
- Schellenberg

## Polityka
Wójtem jest Albert Güßregen. Rada gminy składa się z 13 członków.